# 佐蘭·金吉奇之死
佐蘭·金吉奇之死是指在2003年3月12日星期三，塞爾維亞總理佐蘭·金吉奇在貝爾格勒遭到暗殺。在2000年10月5日，隨著斯洛波丹·米洛塞維奇的統治遭到推翻，佐蘭·金吉奇隨後當選成為塞爾維亞總理。不過在2003年3月12日中午12時25分（歐洲中部時間），佐蘭·金吉奇在塞爾維亞政府總部大樓庭院後門外下車，遭到狙擊手茲韋茲丹·喬瓦諾維奇以狙擊步槍發射兩發子彈，其中一發直接擊中胸部。
下午1時30分，佐蘭·金吉奇在醫院傷重不治。這次暗殺事件導致塞爾維亞立即宣布進入緊急狀態，並將所有地下組織犯罪者視為是涉嫌組織這次暗殺行動的嫌疑人。在警方發動「軍刀行動」後，超過11,000名與組織犯罪集團有關的人物遭到逮捕拘留。